# Acacia scalpelliformis
Acacia scalpelliformis är en ärtväxtart som beskrevs av Meissner. Acacia scalpelliformis ingår i släktet akacior, och familjen ärtväxter. Inga underarter finns listade i Catalogue of Life.